# Carcere di Gherla

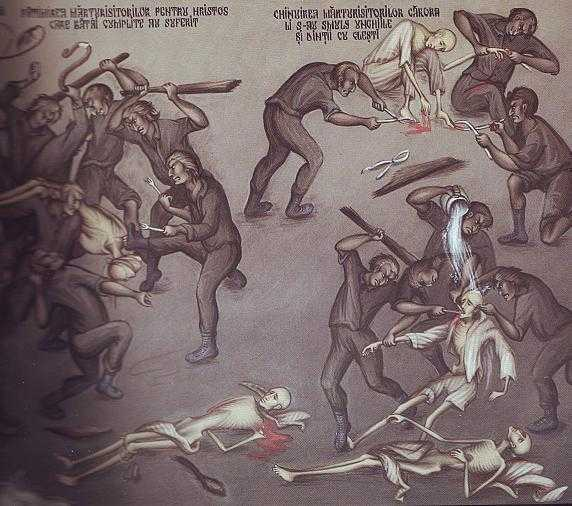
Il monastero di Diaconeşti (distretto di Bacău) mostra prigionieri politici torturati nella prigione di Gherla

Il carcere di Gherla è un penitenziario situato nella città romena di Gherla, all'indirizzo Str. Andrei Mureșanu nr.4, nel distretto di Cluj. Nella lingua parlata romena il termine generico per prigione è "gherlǎ".

## Posizione
La prigione si trova adiacente alla città di Gherla vicino al fiume Someş (Szamos in ungherese).

## Storia
La struttura di base proveniva dalla fortezza di Gherla o "Szamos-uj-var" (equivalente alla traslitterazione dall'ungherese, che significa "Nuovo castello su Szamos") costruita intorno al 1540 da Giorgio Martinuzzi, arcivescovo, cardinale e tesoriere imperiale dell'impero asburgico.
Tramite il decreto imperiale del 20 ottobre 1785 emanato da Giuseppe II, imperatore del Sacro Romano Impero, questa fortezza fu trasformata in Carcer Magni Principatus Transilvanie (cioè: la prigione maggiore del Principato di Transilvania).
La prigione di Gherla ha un'area sotterranea molto grande. Durante gli anni '60 si stima che la prigione ospitava oltre 15.000 detenuti.
Nel corso della sua storia sotto l'impero austriaco, poi dell'impero austro-ungarico, in Ungheria e infine in Romania, il penitenziario ospitò anche varie attività industriali.
Molti ufficiali militari rumeni che avevano inizialmente combattuto l'esercito sovietico nella seconda guerra mondiale furono rinchiusi dal regime comunista nella prigione di Gherla dopo la fine della guerra.
Molte delle figure dell'opposizione anticomunista sono state imprigionate a lungo o sono scomparse per sempre in questa prigione.

## Cimitero
Un grande cimitero vicino alla prigione contiene i corpi di molti detenuti, tra cui Sándor Rózsa, leggendario fuorilegge ungherese del posto.

## Uso attuale
Il penitenziario è attualmente in servizio come "Penitenziario di massima sicurezza". Ospita anche un museo.

## Detenuti
- Richard Wurmbrand
- Valer Bejan
- Ion Cârja
- Ion Flueraș
- George Guțiu
- Ioan Isac
- Lazăr Lobonț
- Cornel Lupu
- Petre Lupu
- Gheorghe Marina
- Ștefan Nenițescu
- Remus Nicolescu
- Ioan Nistor
- Ion Pantazi
- Ioachim Păcurar
- Justin Pârvu
- Dinu Pillat
- Constantin Rugină
- Alexandru Rusu
- Iosif Scurtu
- Nicolae Steinhardt
- Vladimir Streinu
- George Tomaziu
- Vasile Voiculescu